# 遊牧国家
遊牧国家（ゆうぼくこっか）とは、遊牧民が支配階層を形成して組織された国家のこと。面的に広がる集約農耕の展開が困難ではあるが、遊牧による牧畜に適した乾燥地帯が広がる中央アジア、イラン高原などに多く存在した。

## 概要

### 歴史
有史以来、遊牧国家を築いたのは、紀元前9世紀、中央ユーラシアのキンメリアとスキタイである。ただし彼らはその地に安住することはなかったので、国家と呼べるかは謎である。
一方、イラン高原では、ペルシア系の民族が団結して遊牧国家を築いていく。紀元前6世紀にアケメネス朝が成立し、遊牧国家の基礎が造られた。
しかし、本格的な遊牧国家としては、8世紀の回鶻可汗国の誕生を待たなくてはならない。回鶻可汗国は遊牧国家として初めて都城を建設し、国家体制を整えた。
そして、その後に現われたモンゴル帝国の成立によって遊牧国家は完成された。

### モンゴル帝国
モンゴル帝国が北ユーラシアを征服し空前の大国家を築いたことは、分裂していた東洋と西洋を結びつけ、世界史と言う言葉が誕生した要因となった。
その体制は、パクス・モンゴリカといわれるモンゴル人による覇権と平和の時代を生み出した。
しかし広大な国家は、領土が分割相続されたことや、政権を構成する諸部族が分裂抗争するなどにより、緩やかな連合政権の形状を保ちつつも次第に統一政権の形を弱めていき、わずか1世紀余りで後継の諸政権に分裂した。

## 主な遊牧国家

### モンゴル高原
- 柔然可汗国
- 突厥可汗国
- 東突厥可汗国
- 回鶻可汗国
- モンゴル帝国

### 中央アジア
- マッサゲタイ
- 烏孫国
- 康居国
- 奄蔡国
- 大月氏国
- クシャーナ朝
- 悦般国
- エフタル
- 西突厥可汗国
- カルルク葉護国
- カラハン朝
- オグズ
- 西遼
- ナイマン
- チャガタイ・ハン国

### 西アジア
- アケメネス朝ペルシア
- パルティア王国
- サーサーン朝ペルシア
- セルジューク朝
- イルハン朝
- ティムール朝

### キプチャク草原
- キンメリオイ
- スキタイ
- サウロマタイ
- サルマタイ
- フン
- アヴァール可汗国
- ブルガール
- ハザール可汗国
- ペチェネグ
- キプチャク
- ジョチ・ウルス